# Odontanthias grahami
Odontanthias grahami is een straalvinnige vissensoort uit de familie van zaag- of zeebaarzen (Serranidae). De wetenschappelijke naam van de soort werd voor het eerst geldig gepubliceerd in 2006 door Randall & Heemstra.